# Katholisches Medienzentrum

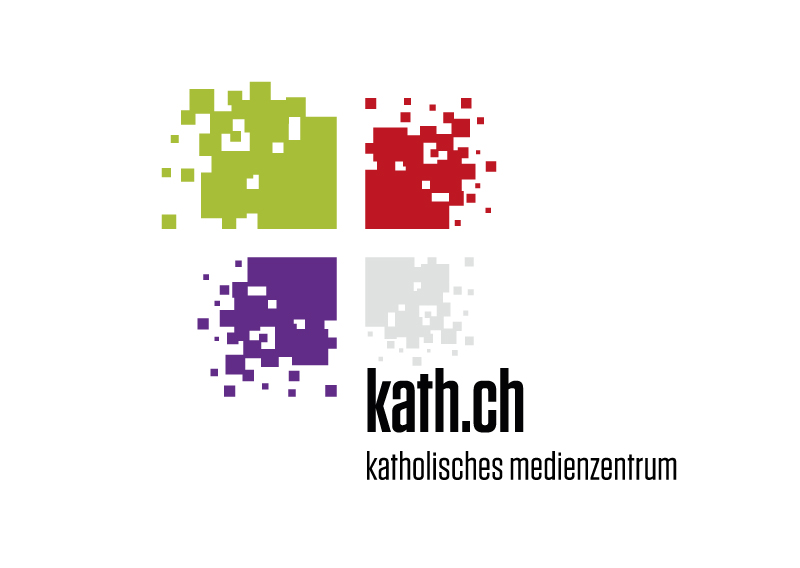
Logo von kath.ch

Das Katholische Medienzentrum ist ein Zusammenschluss der ehemaligen kirchlichen Medieninstitutionen CCRT, kipa-apic, katholischer Mediendienst, vom Westschweizer Internetportal cath.ch sowie dem Tessiner CCRTv Lugano. Mit der Gründungsversammlung am 7. Mai 2014 wurde der Verein im Auftrag der Schweizer Bischofskonferenz (SBK) und der mitfinanzierenden Organisation Römisch-Katholische Zentralkonferenz der Schweiz (RKZ) konstituiert und bündelt die Medienarbeit der römisch-katholischen Kirche in der Schweiz.
In der Aussendarstellung werden die Landessprachen gemäss dem Rahmenstatut der Medienzentren der Schweiz in den Online-Dienstleistungsangeboten kath.ch (deutsch), cath.ch (französisch) und catt.ch (italienisch) angeboten.

## Auftrag

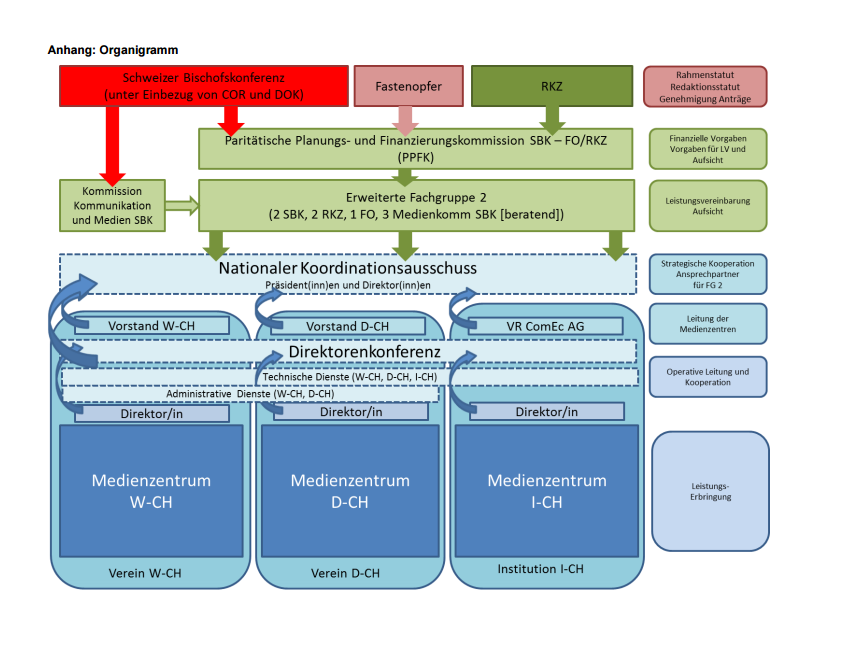
Rahmenstatut der Medienzentren der Schweiz

Die Haupttätigkeit des Vereins lässt sich in vier Bereiche untergliedern:
- Information

Erarbeitung und Aufbereitung journalistischer Inhalte zu kirchlichen, religiösen und gesellschaftlichen Themen für die mediale Öffentlichkeit.
- Verkündigung

Betreuung von Sendungen in Zusammenarbeit mit Schweizer Radio und Fernsehen (SRF)
- Öffentlichkeitsarbeit

Kommunikation und Vermittlung kirchlicher Themen und Anliegen innerhalb der katholischen Kirche und der Öffentlichkeit.
- Dienstleistungen

Ausbildung, Beratung und andere Serviceleistungen im Bereich Medienarbeit für kirchliche Gremien und Institutionen.

## Organisation
Die Leitung der Einrichtung hatte von April 2024 bis Ende Februar 2025 der Journalist Christian Maurer inne. Er folgte auf den Theologen und Medienwissenschaftler Charles Martig. Im April hatte nach dem Willen der Geschäftsführung die Journalistin und Historikerin Annalena Müller die Leitung von kath.ch übernehmen sollen. Wegen inhaltlicher Differenzen hatte Medienbischof Josef Stübi seine Zustimmung versagt.
Mit dem Rücktritt von Maurer verliess innerhalb von zwei Jahren der dritte Redaktionsleiter das vom Katholischen Medienzentrum betriebene Internetportal. Chefin vom Dienst ist Jacqueline Straub.
Die Geschäftsleitung des katholischen Medienzentrums hat den Journalisten Stefan Betschon (* 1959) per 1. Mai 2025 zum neuen Chefredaktor ernannt. Betschon arbeitete zuvor während mehr als 20 Jahren für die Neue Zürcher Zeitung. Dort beschäftigte er sich unter anderem mit Informatik, Künstliche Intelligenz, soziale und digitale Medien.
Präsident des Aufsichtsrates ist seit 2021 Adrian Müller, Kapuziner und Herausgeber der Kapuzinerzeitschrift ITE. Für die kirchliche Zuständigkeit zeigt sich Medienbischof Josef Stübi verantwortlich.

## Sitz
Seit Juli 2015 sitzt das katholische Medienzentrum mit seinem Newsroom in Zürich West zusammen mit der Redaktion von kath.ch, Medientipp, reformierten Medien sowie weiteren Nichtregierungsorganisationen unter einem Dach.

## Publikationen (Auswahl)
- Stefan Betschon: Meta Tag. Streifzüge durch die Computerkultur. Zürich 2017. ISBN 978-3-03810-199-4
- Charles Martig: Kirche im Web 2.0. Euphorie oder kritische Zurückhaltung? in: Medienheft vom 11. Mai 2009
- Willi Bühler, Martin-Peier-Plüss: Mediale Repräsentation und Kontextualisierung des Christentums in: Constanze Jecker (Hg.): Religionen im Fernsehen. Analysen und Perspektiven, Konstanz 2011, 205–214
- Charles Martig: Facebook – «The Social Network» in: Medienheft vom 27. September 2010